# Décès en 1302
Décès
- 1298
- 1299
- 1300
- 1301
- 1302
- 1303
- 1304
- 1305
- 1306

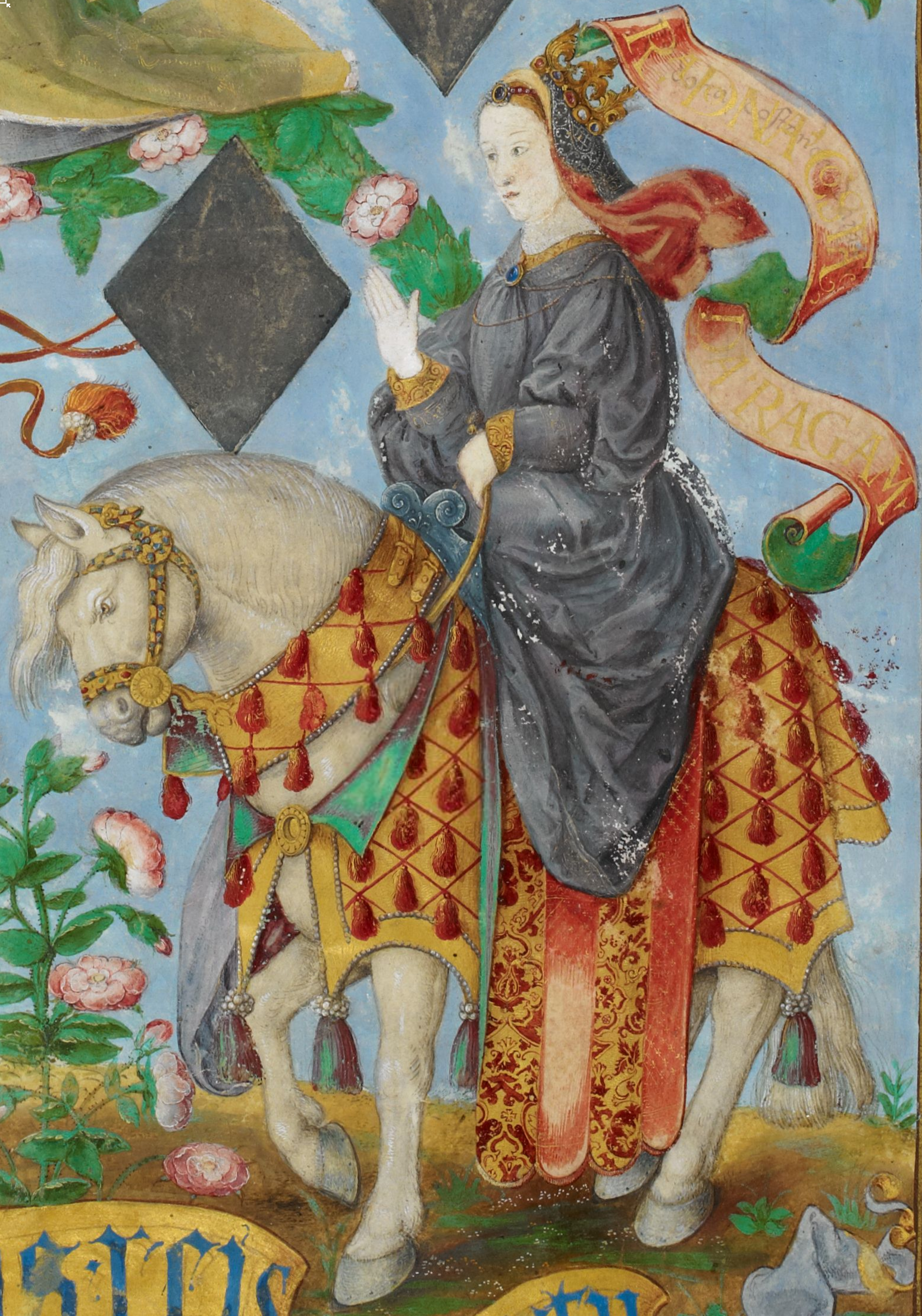
Constance de Hohenstaufen, morte en 1302.

Cette page dresse une liste de personnalités mortes au cours de l'année 1302 :
- janvier : Friedrich von Bolanden, évêque de Spire.
- 2 janvier : Henri Ier de Mecklembourg, prince de Mecklembourg.
- 1er février : André de Segni, moine franciscain italien, grand théologien appartenant à la famille des comtes de Segni.
- 1er mars : Gerardo Bianchi, cardinal italien.
- 3 mars : Roger-Bernard III de Foix, 9e comte de Foix, 1er coprince et viguier d'Andorre, vicomte de Béarn
- 2 mai : Blanche d'Artois, reine de Navarre et comtesse de Champagne, régente de Navarre et de Champagne.
- 11 juillet (bataille de Courtrai) : 
  - Godefroy d'Aerschot, seigneur d'Aerschot et de Vierzon.
  - Jacques Ier de Châtillon, seigneur de Leuze, de Buquoy et d'Aubigny, de Condé (seigneurie du Château) et de Carency. Il est gouverneur de Flandre pour Philippe le Bel.
  - Jean Ier d'Aumale, comte d'Aumale.
  - Jean Ier de Dammartin, seigneur de Trie et de Mouchy.
  - Jean III de Brienne, comte d'Eu.
  - Simon de Melun, maréchal de France, sire de La Loupe et de Marcheville.
  - Guy Ier de Clermont de Nesle, maréchal de France.
  - Raoul II de Clermont-Nesle, seigneur de Nesle, d'Ailly et de Houdan, croisé, chambellan de France, connétable de France.
  - Robert II d'Artois, comte d'Artois.
  - Pierre Flote, chancelier de France  et un des légistes les plus connus du règne de Philippe le Bel.
- 9 avril : Constance de Hohenstaufen, reine consort de la couronne d'Aragon.
- août : Yolande d'Aragon et de Sicile, infante d'Aragon et des autres royaumes de son père Pierre III d'Aragon.
- septembre : Henri III de Bar, comte de Bar.
- 28 ou 29 octobre : Matteo d'Acquasparta, cardinal italien.
- 13 décembre: Adolphe de Waldeck, prince-évêque de Liège.
- 17 décembre : Pietro Valeriano Duraguerra, cardinal italien.
- 21 décembre : Jean II d'Harcourt, chevalier, seigneur d'Harcourt et baron d'Elbeuf et vicomte de Châtellerault.
- 26 décembre : Valdemar Birgersson, roi de Suède.
- 29 décembre : Wisław II de Rügen, prince de Rügen.
- 31 décembre : Ferry III de Lorraine, duc de Lorraine.

- Al-Hakim Ier, deuxième calife abbasside au Caire.
- Balian d'Ibelin, sénéchal de Chypre.
- Cimabue, peintre italien.
- Simon de Clermont-Nesle, évêque de Noyon.
- Jean de Samois, évêque de Rennes puis évêque de Lisieux.
- Mohammed II al-Faqih, deuxième émir nasride de Grenade.
- Eudoxie Paléologue, troisième fille de l'empereur byzantin Michel VIII Paléologue.
- Gérard de Relances, 66e évêque de Metz.

## Crédit d'auteurs
- Cet article est partiellement ou en totalité issu de l'article intitulé « 1302 » (voir la liste des auteurs).